# メルト・フェスティバル
メルト・フェスティバル（Melt! Festival）は、ドイツのグレーフェンハイニッヒェンで毎年7月に開催される野外音楽フェスティバル。一般的にメルト（Melt!）と簡略化されて呼ばれている。エレクトロニックを中心に様々なジャンルのアーティストが出演する。

## 概要
メルト・フェスティバルは、1997年からグレーフェンハイニッヒェン近郊のFerropolis野外博物館で開催されている。この博物館は元石炭採掘地で20世紀半ばからの巨大な産業機械が野外展示されている。１００メートルを超える巨大クレーンや世界最大級の露天採掘用掘削機などが置いてある中にステージが建てられ、特異な雰囲気のロケーションが楽しめる。

## ギャラリー

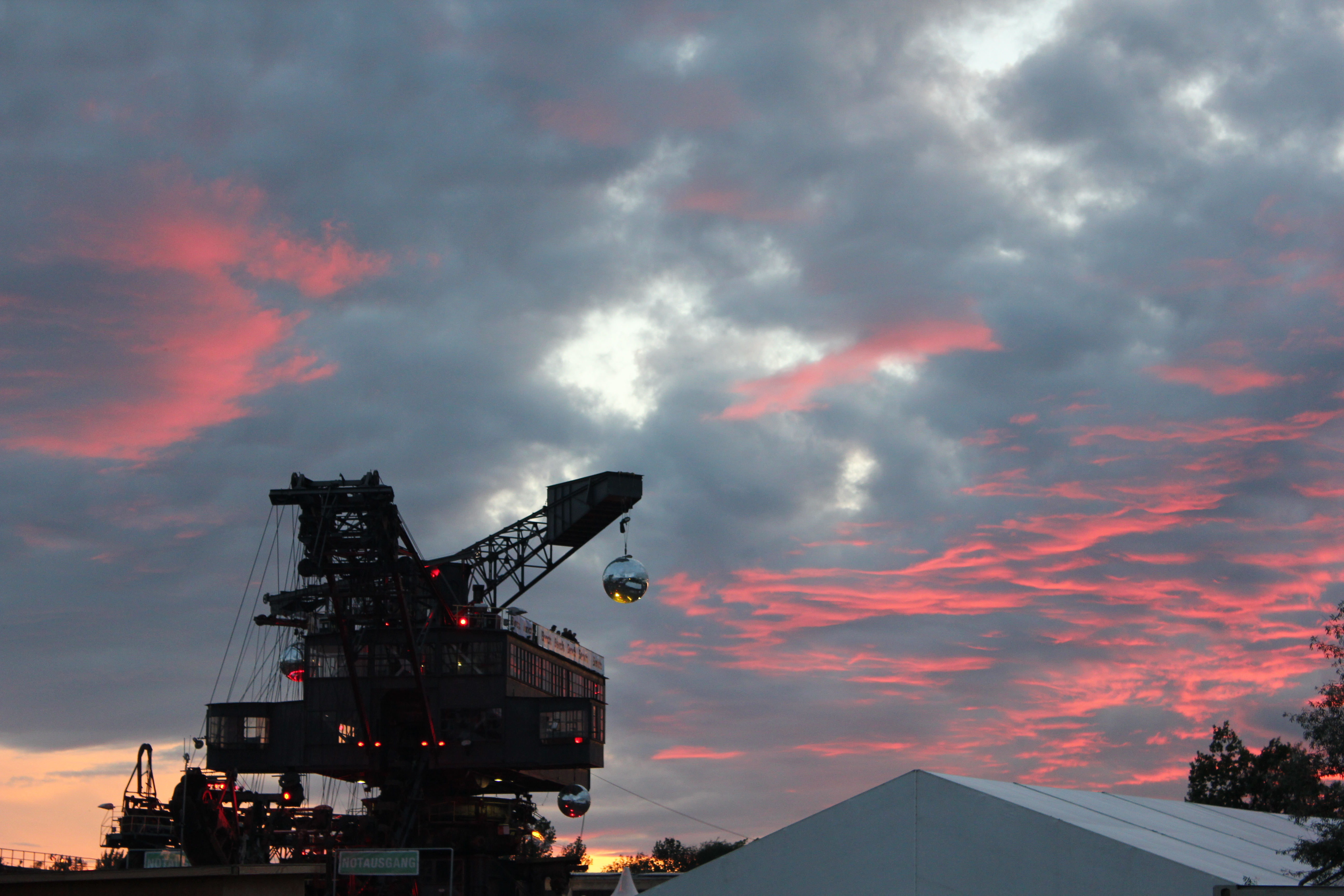
2012
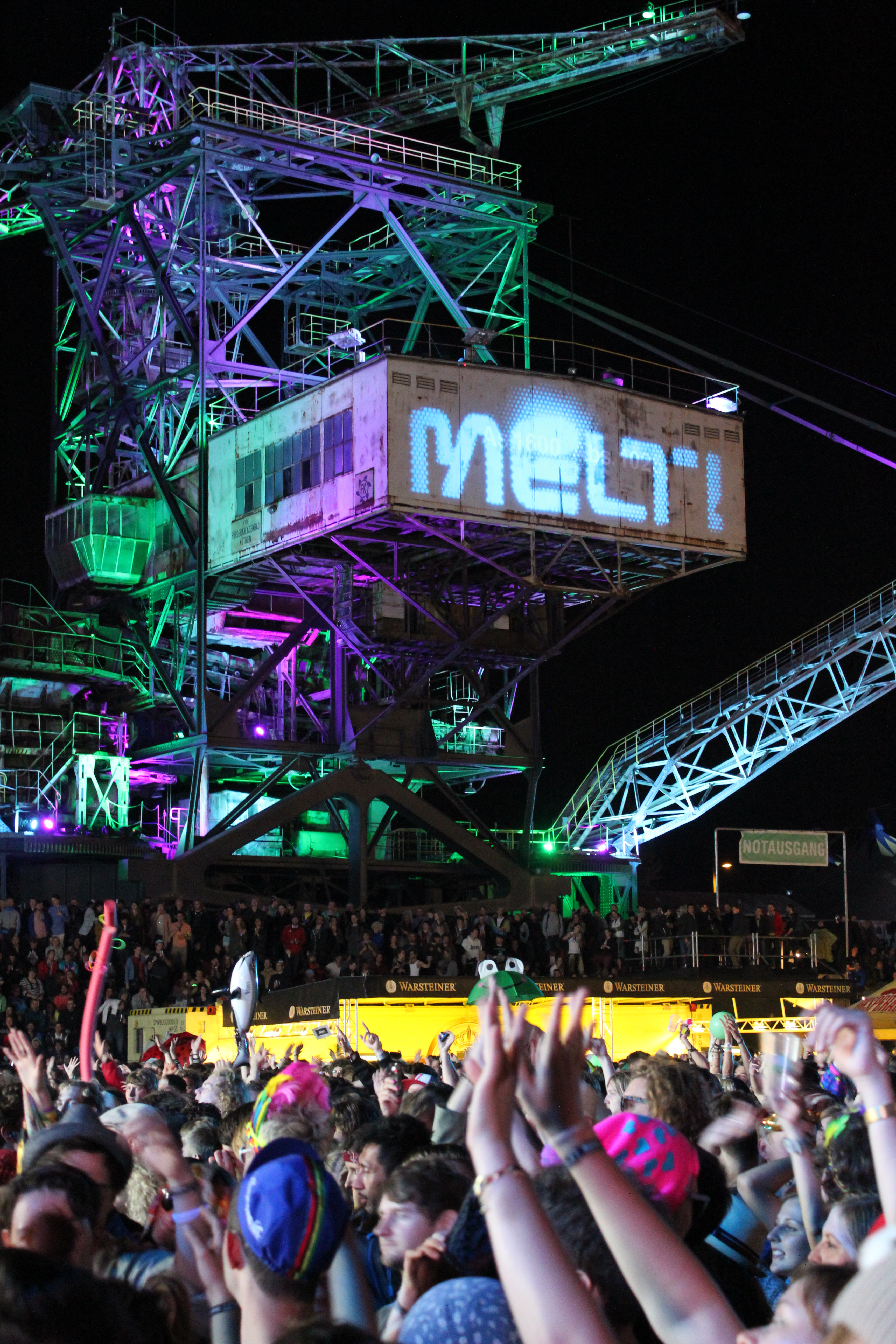
2012
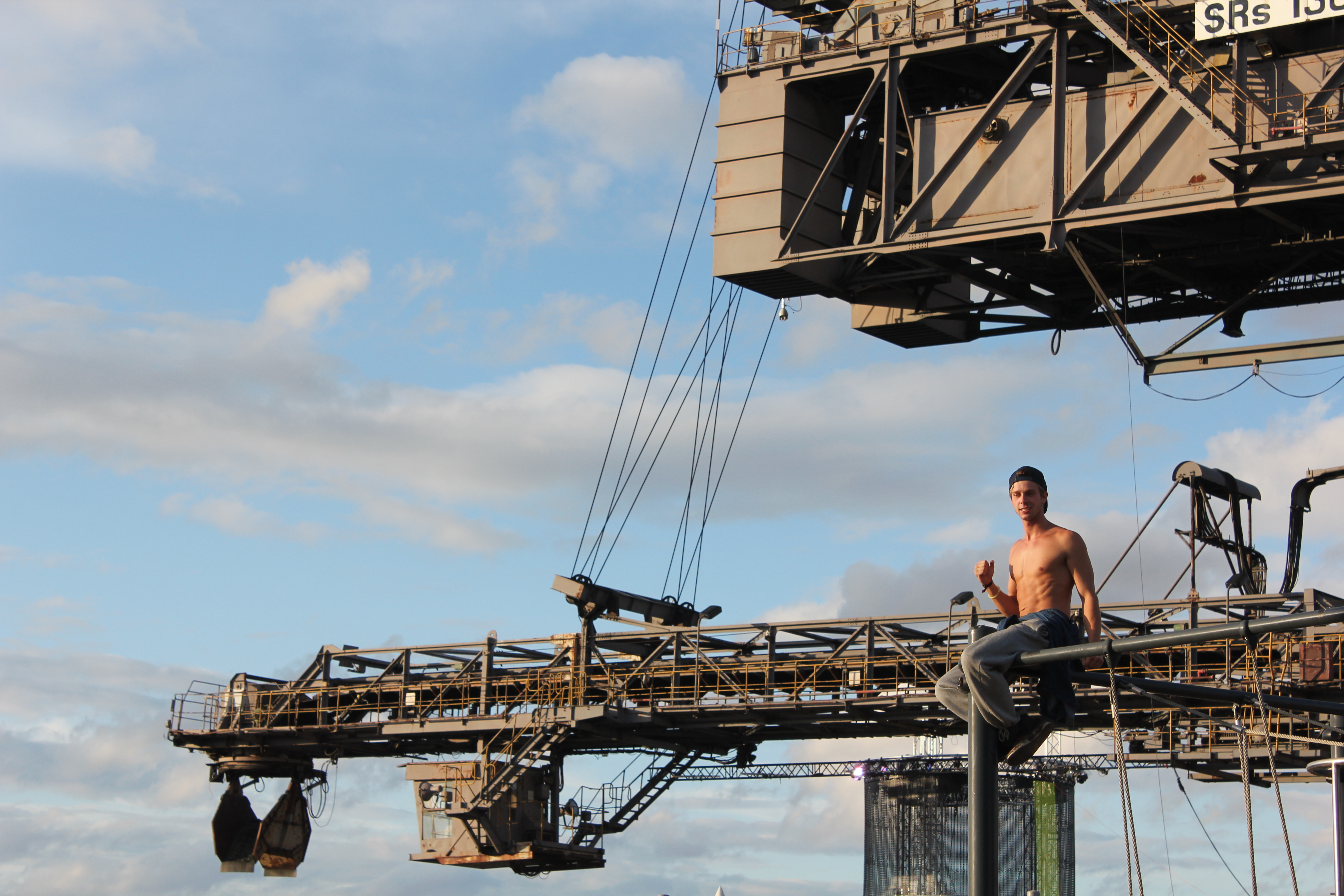
2012
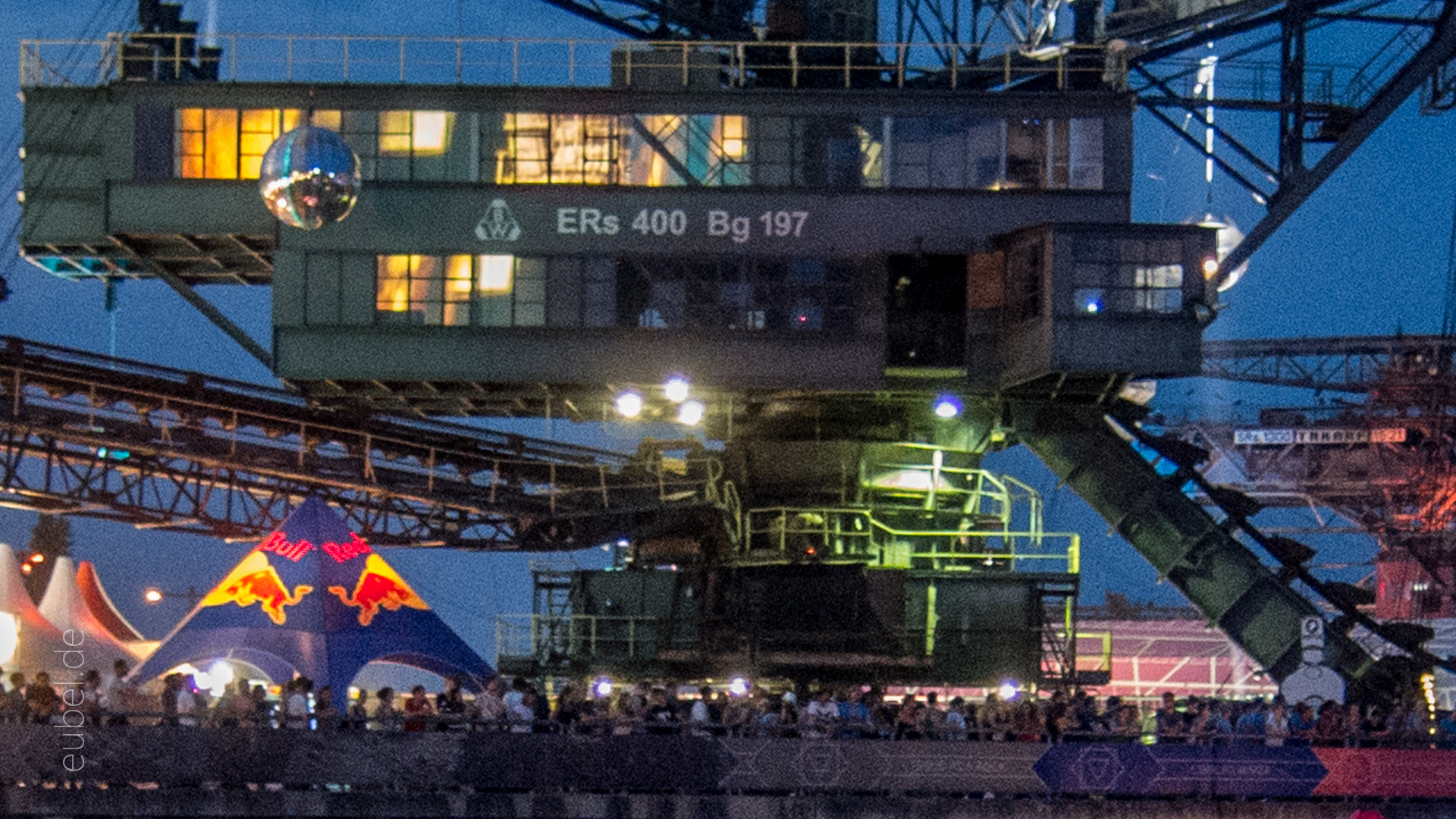
2014
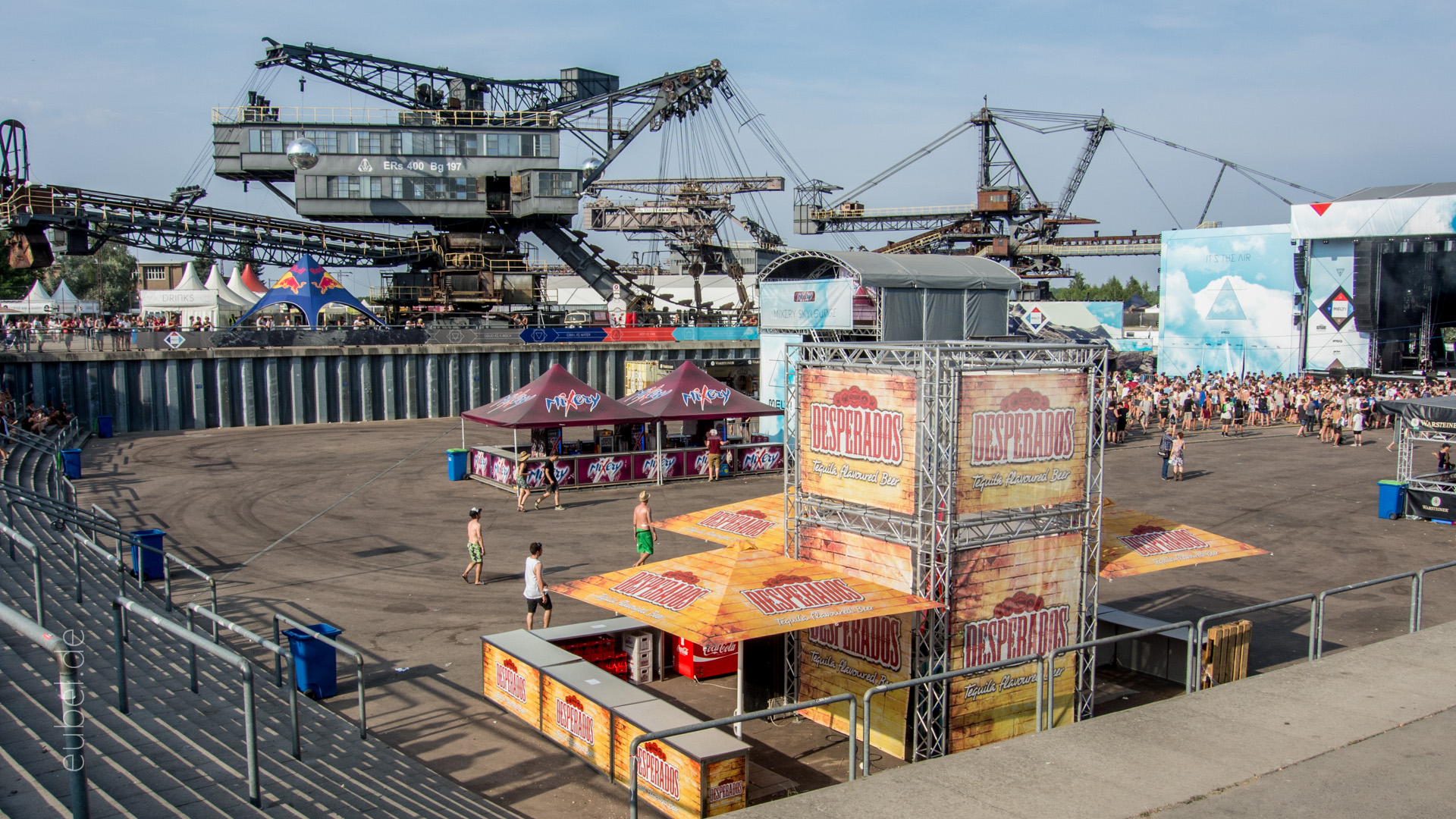
2014
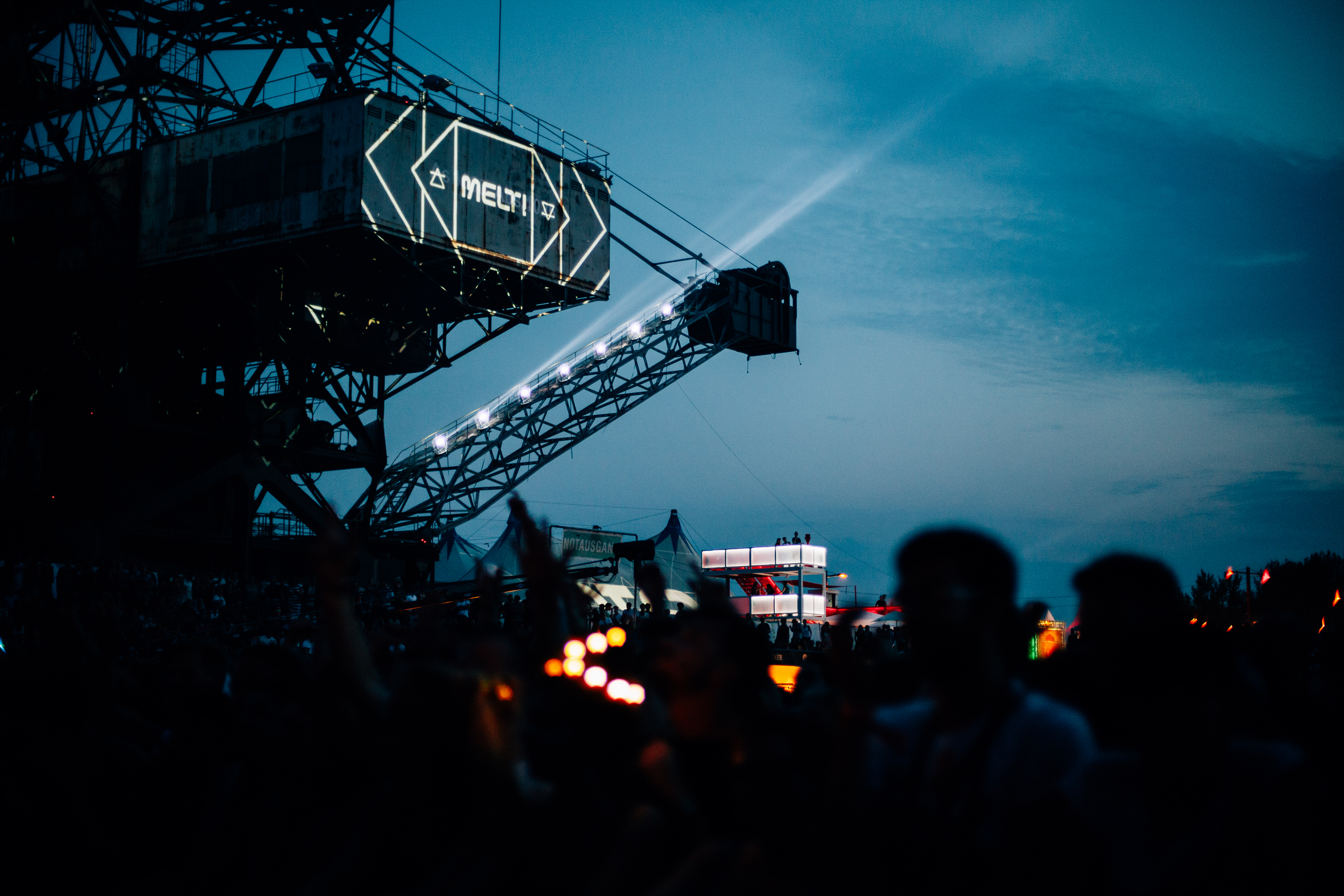
2014
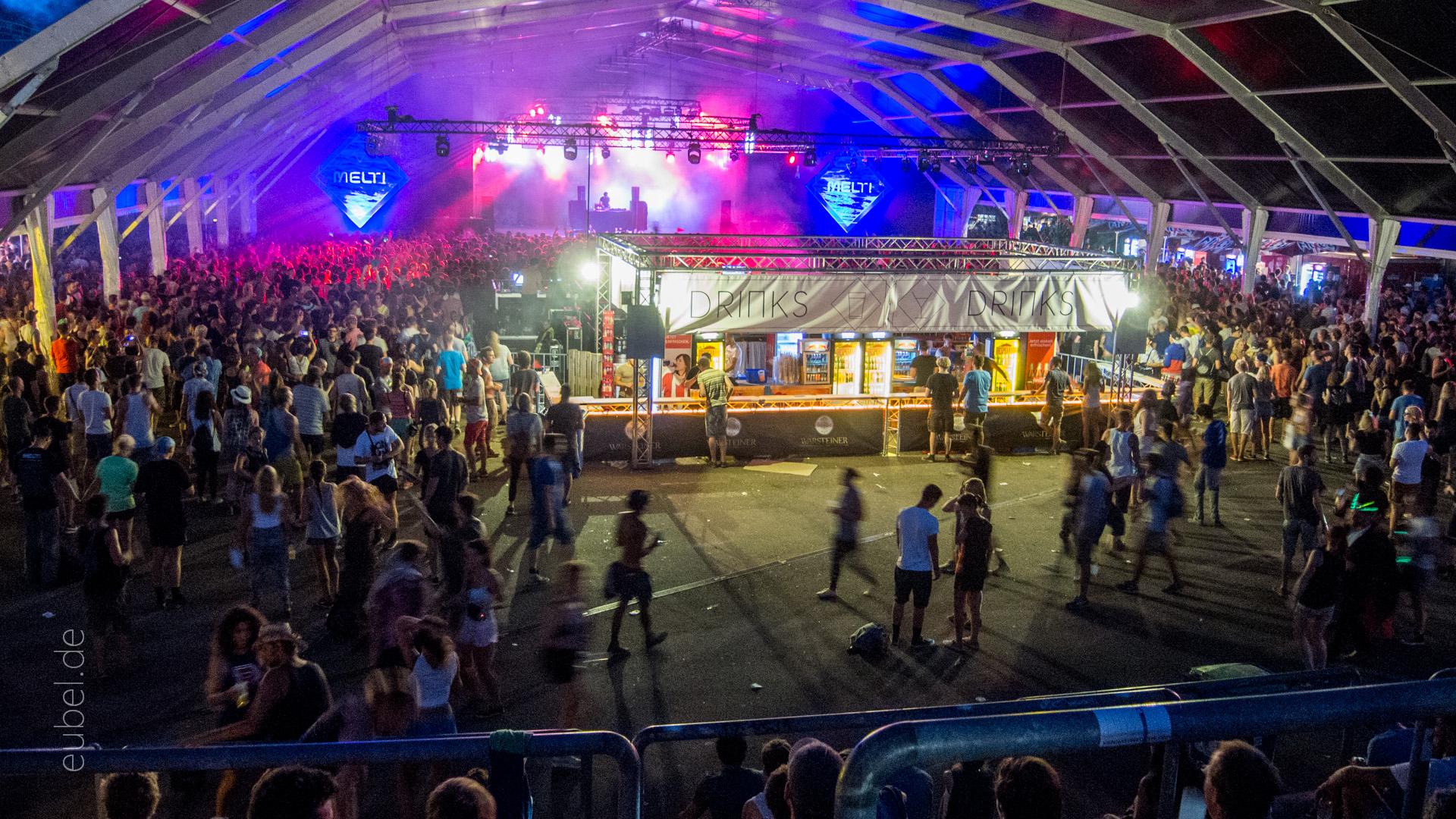
2014
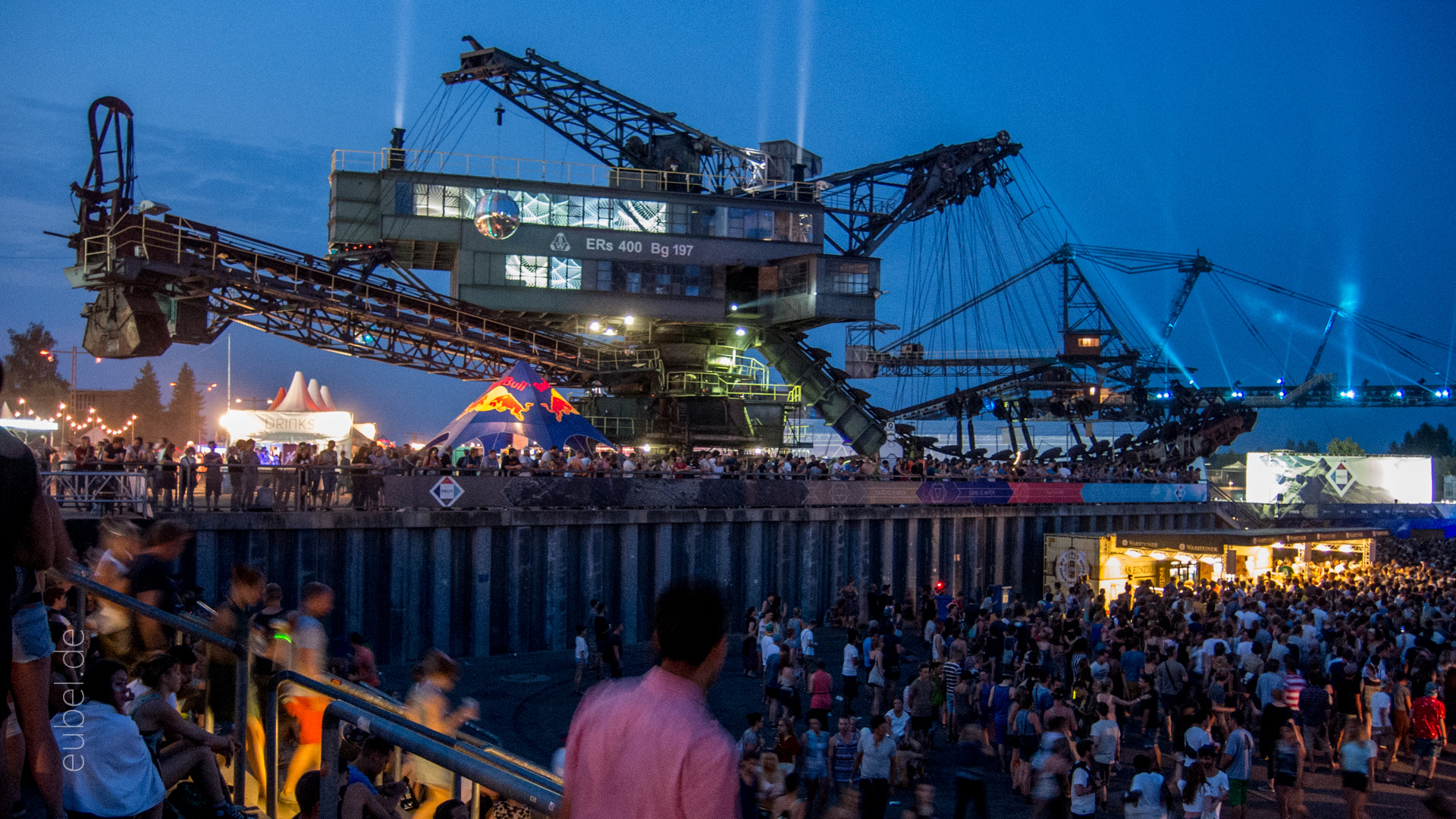
2014
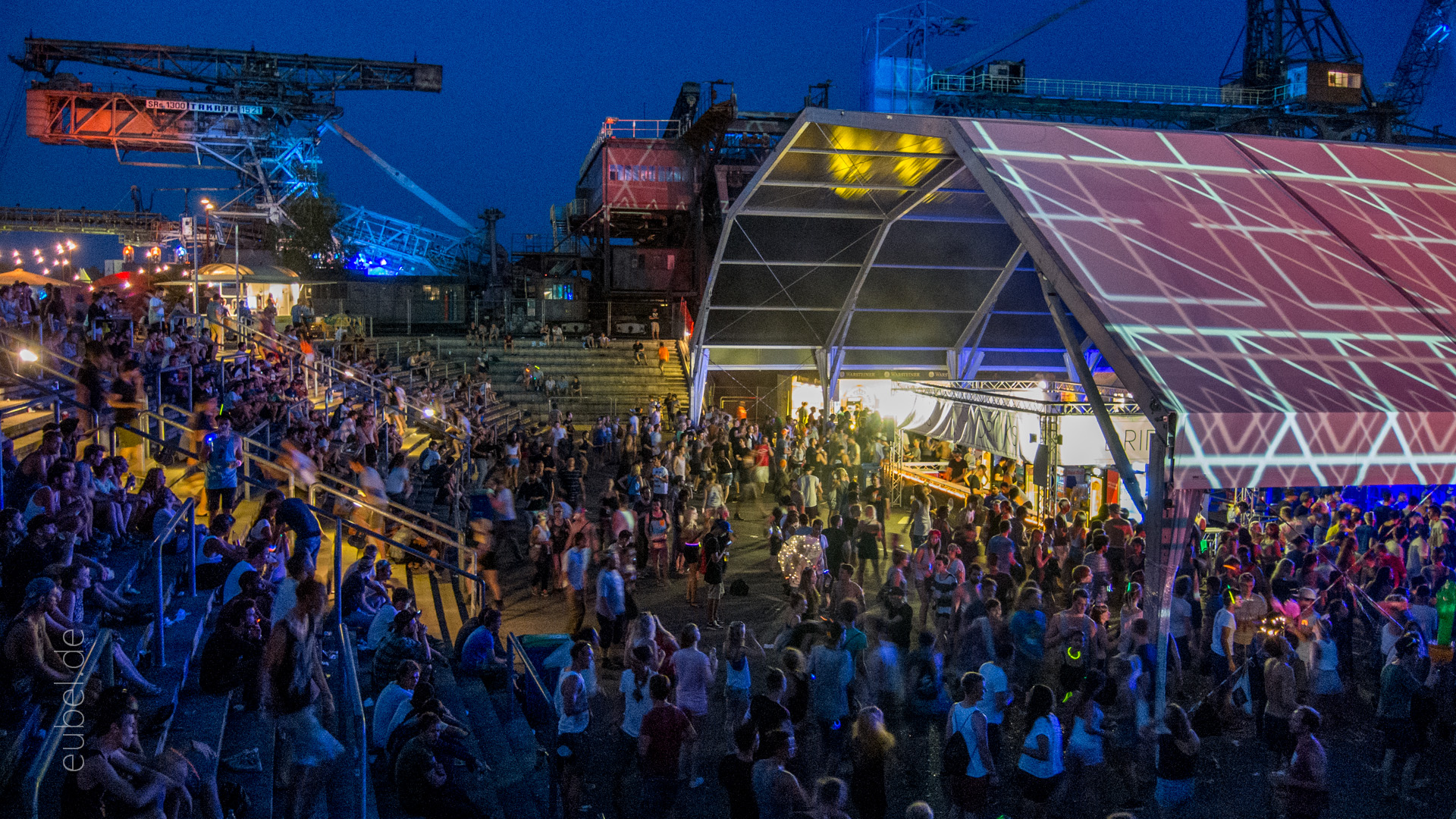
2014
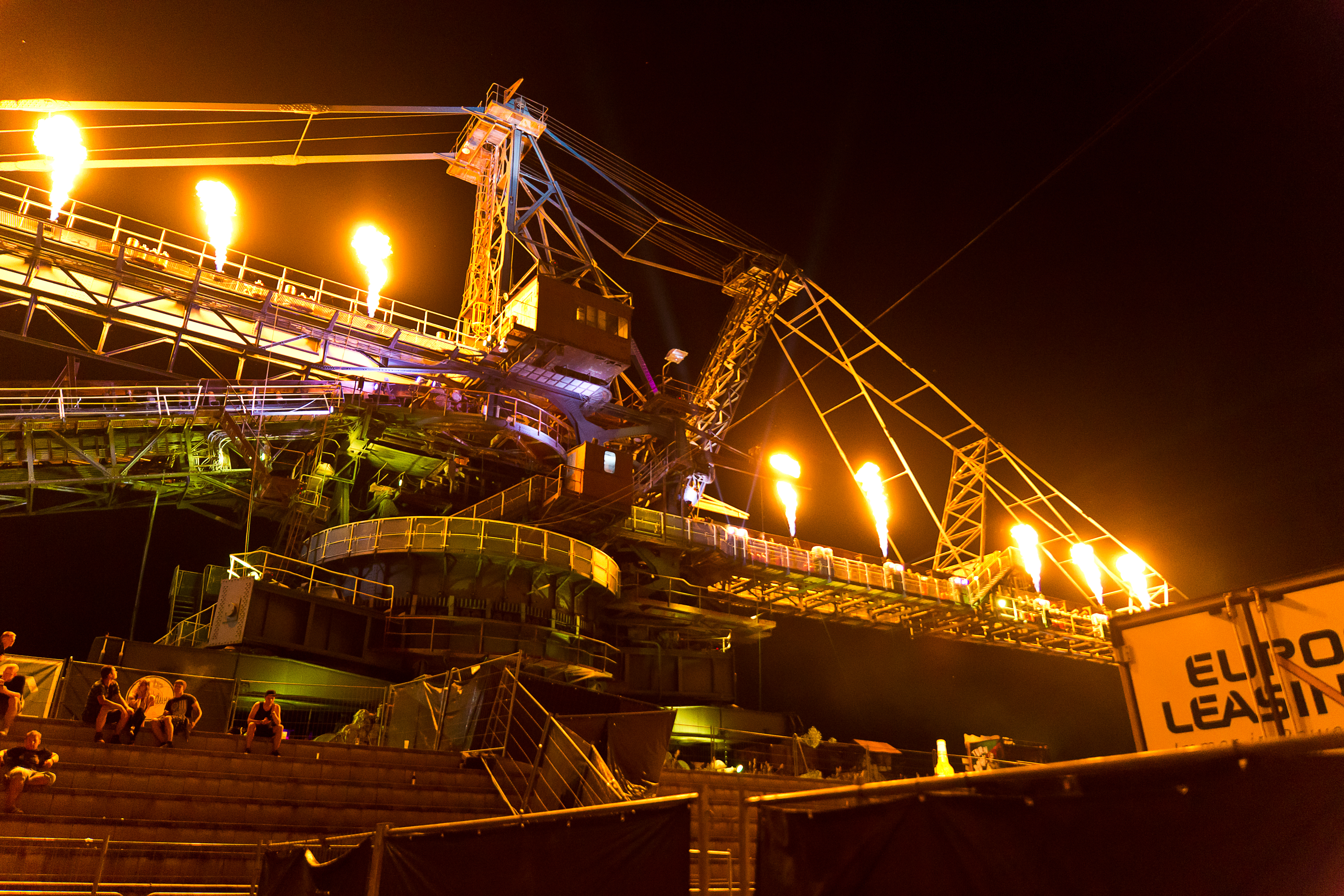
2015